# Nederlandse kampioenschappen schaatsen afstanden 1997 - 1500 meter vrouwen
De Nederlandse kampioenschappen schaatsen afstanden 1997 - 1500 meter vrouwen worden gehouden in De Uithof in Den Haag, in januari 1997. 
Titelverdedigster is Marieke Wijsman die de titel pakte tijdens de Nederlandse kampioenschappen schaatsen afstanden 1996

## Uitslag
| #      | Schaatser            | Tijd    |
| ------ | -------------------- | ------- |
| Goud   | Judith Straathof     | 2.11,16 |
| Zilver | Frouke Oonk          | 2.13,66 |
| Brons  | Martine Oosting      | 2.13,87 |
| 4      | Marja Vis            | 2.14,75 |
| 5      | Roosmarie Dieleman   | 2.15,23 |
| 6      | Frijke Schaafsma     | 2.16,40 |
| 7      | Floor van Slochteren | 2.16,67 |
| 8      | Jannet Koomen        | 2.16,95 |
| 9      | Arien Bosch          | 2.17,78 |
| 10     | Sandra de Ronde      | 2.19,72 |
| 11     | Marije Gemser        | 2.21,73 |
| 12     | Sandra 't Hart       | 2.23,73 |

1987 · 
1988 · 
1989 · 
1990 · 
1991 · 
1992 · 
1993 · 
1994 · 
1995 · 
1996 · 
1997 · 
1998 · 
1999 · 
2000 · 
2001 · 
2002 · 
2003 · 
2004 · 
2005 · 
2006 · 
2007 · 
2008 · 
2009 · 
2010 · 
2011 · 
2012 · 
2013 · 
2014 · 
2015 · 
2016 · 
2017 · 
2018 · 
2019 · 
2020 · 
2021 · 
2022 · 
2023 · 
2024 · 
2025